# Joyce DiDonato
Joyce DiDonato, född Flaherty 13 februari 1969 i Prairie Village, Kansas, USA, är en prisbelönt amerikansk mezzosopran särskilt beundrad för sina tolkningar av Händel, Mozart och Rossini. DiDonato har framträtt på många av världens ledande operascener, bland annat Metropolitan i New York, Royal Opera House i Covent Garden i London, La Scala i Milano och Liceu i Barcelona.
År 2007 vann hon Metropolitan-operans "Beverly Sills Award", namngivet efter operasångerskan Beverly Sills.
År 2010 vann hon det tyska musikpriset "ECHO Klassik". Tv-bolaget ZDF recenserade henne då som "den bästa Rossini-tolkaren i dagens operavärld".
År 2012 fick hon en Grammy Award för "Best Classical Vocal Solo".
I september 2013 framträdde hon på Last Night of the Proms.